# Sanzaburo Kobayashi
Sanzaburo Kobayashi (em japonês: 小林 参三郎; 1863 – 1926), também grafado como Sansaburo, foi um cirurgião japonês. Ele fundou hospitais no Havaí e no Japão, assim como fundou o Seizasha Dojo juntamente com sua esposa.

## Biografia
Kobayashi nasceu em 1863, na antiga província de Harima, Japão, em uma família de farmacêuticos. Em 1883, ele começou a estudar medicina com Matsumoto Jun. Depois de licenciado para praticar no Japão, ele decidiu estudar no exterior. Kobayashi estudou no Colégio Médico Cooper e, posteriormente, praticou medicina em São Francisco, Estados Unidos. Ele também viajou para Inglaterra e Alemanha, onde mais tarde aprendeu bacteriologia.
Kobayashi se mudou para o Havaí em 1892. Inicialmente, ele viveu em Wailuku e tornou-se conhecido por realizar cirurgias cerebrais. Ele, juntamente com seu colega de escola Iga Mori, e Matsujiro Misawa fundaram um pequeno hospital no centro de Honolulu em 1896. Mais tarde, o hospital se expandiu e mudou-se para Liliha, um bairro em Honolulu, em 1899. Foi chamado de Hospital Japonês, mas não deve ser confundido com o Hospital de Caridade Japonês, formado pela Sociedade Benevolente Japonesa e mais tarde se tornou o Centro Médico de Kuakini.
Em 1901, Kobayashi ficou gravemente doente e pediu que alguém lhe desse seus últimos ritos. Yemyo Imamura veio e orou por ele. Quando Kobayashi ficou melhor, ele foi tão influenciado por Imamura que se converteu ao budismo Shingon. Ele se tornou membro da Associação Budista dos Rapazes e publicou artigos em sua revista, a Dōhō.
Após sua conversão, a filosofia de cura de Kobayashi misturou budismo e medicina. Ele voltou ao Japão em 1908 e iniciou um hospital budista em Kyoto. Ele e sua esposa Nobuko também começaram o Seizasha Dojo. Eles sugeriram que condições como a neurastenia poderiam ser tratadas sentando-se silenciosamente na posição seiza, seguindo o método "Okada-shiki seiza" de Torajiro Okada. Eles alegaram que isso acalmaria e purificaria os pensamentos do paciente.
Kobayashi morreu em 1926.